# Alaskagorgia aleutiana
Alaskagorgia aleutiana är en korallart som beskrevs av Evangelina A. Sánchez och Stephen D. Cairns 2004. Alaskagorgia aleutiana ingår i släktet Alaskagorgia och familjen Plexauridae. Inga underarter finns listade i Catalogue of Life.